# Obština Zlatarica
Obština Zlatarica (bulharsky Община Златарица) je bulharská jednotka územní samosprávy ve Velikotărnovské oblasti. Leží ve středním Bulharsku na severním úpatí Staré planiny a v Předbalkánu. Správním střediskem je město Zlatarica, kromě něj zahrnuje obština 23 vesnic. Žije zde přibližně 5 000 obyvatel.

## Sídla
- Češma
- Čistovo
- Čukata[p 1]
- Dălgi Pripek[p 2]
- Dedina[p 2]
- Dedinci
- Delova Machala
- Dolno Šivačevo[p 2]
- Durovci[p 1]
- Gorna Chadžijska
- Gorsko Novo Selo[p 2]
- Gorsko Pisarevo[p 1]
- Kalajdžii[p 2]
- Novogorci
- Ovoštna[p 1]
- Ravnovo[p 2]
- Razsocha[p 2]
- Rekička[p 1]
- Rezač[p 2]
- Rodina[p 2]
- Rosno[p 2]
- Slivovica[p 2]
- Sredno Selo[p 2]
- Zlatarica[p 3][p 2] (sídlo správy)

## Sousední obštiny
| Růžice kompasu | Ljaskovec      | Stražica          |          | Růžice kompasu |
| Růžice kompasu | Veliko Tărnovo | Sever             | Antonovo | Růžice kompasu |
| Růžice kompasu | Veliko Tărnovo | Obština Zlatarica | Antonovo | Růžice kompasu |
| Růžice kompasu | Veliko Tărnovo | Jih               | Antonovo | Růžice kompasu |
| Růžice kompasu | Elena          |                   |          | Růžice kompasu |

## Obyvatelstvo
V obštině žije 4 414 obyvatel a je zde trvale hlášeno 4 188 obyvatel. Podle sčítání 7. září 2021 bylo národnostní složení následující:
- Bulhaři: 2 284 (72.6 %)
- Turci: 506 (16.1 %)
- Romové: 111 (3.5 %)
- ostatní: 244 (7.8 %)

V období 2011 až 2021 v obštině ubylo 437 obyvatel.